# Véga
Vous lisez un « bon article » labellisé en 2008.
Alpha Lyrae • Alpha de la Lyre
Pour les articles homonymes, voir Véga (homonymie).
Désignations
Véga, également appelée Alpha Lyrae (α Lyrae / α Lyr) selon la désignation de Bayer, est l'étoile la plus brillante de la constellation de la Lyre. Vue depuis la Terre, il s'agit de la cinquième étoile la plus brillante du ciel, la deuxième de l'hémisphère nord juste après Arcturus. C'est une étoile relativement proche du Soleil, à 25,04 années-lumière de celui-ci. C'est aussi, par sa luminosité intrinsèque, l'une des étoiles les plus brillantes du voisinage solaire, avec Arcturus et Sirius.
Du fait de ses propriétés, Véga fut l'objet de nombreuses études de la part des astronomes et a ainsi plusieurs fois joué un rôle important dans l'histoire de l'astronomie. Elle fut par exemple la première étoile autre que le Soleil à avoir été photographiée et dont le spectre ait été mesuré. Ce fut aussi une des premières étoiles dont la distance fut estimée par parallaxe. Elle fut par ailleurs utilisée pour l’étalonnage des échelles de luminosité photométriques et fut une des étoiles qui servirent de référence pour la définition des valeurs moyennes du système photométrique UBV. Incidemment, du fait de la précession des équinoxes, Véga fut l'étoile polaire autour du 12e millénaire av. J.-C. (et le sera de nouveau dans 12 000 ans), même s'il n'existe aucun document de l'ère préhistorique attestant qu'elle ait été utilisée pour le repérage ou l'orientation.
Véga est relativement jeune comparée au Soleil. Sa métallicité est inhabituellement faible. Véga serait une étoile variable (c'est-à-dire que son éclat varierait périodiquement). Elle est en rotation rapide à une vitesse de 274 km s−1 à l'équateur. Elle présente ainsi un renflement à l'équateur en raison de la force centrifuge et, en conséquence, sa température varie au sein de sa photosphère pour être maximale aux pôles. Depuis la Terre, elle est observée dans une direction proche de l'axe de ses pôles.
La mesure des radiations infrarouges de Véga a permis de déterminer que l'étoile possède un disque de poussières centré sur elle. Ces poussières sont probablement le résultat de collisions entre objets d'un disque de débris, similaire à la ceinture de Kuiper du Système solaire. Les étoiles qui présentent un excès de rayonnement infrarouge en raison des émissions de poussière sont appelées « étoiles similaires à Véga » (Vega-like stars). Les irrégularités du disque de Véga suggèrent la présence d'au moins une exoplanète en orbite autour d'elle, probablement de la taille de Jupiter.

## Véga dans l'histoire de l'observation
L'astrophotographie, c'est-à-dire la photographie des objets célestes, fut créée en 1840 lorsque John William Draper prit une image de la Lune à l'aide d'un daguerréotype. Le 17 juillet 1850, Véga devint la première étoile autre que le Soleil à être photographiée. Elle le fut au Harvard College Observatory, également par un daguerréotype,,. Draper utilisa Véga en août 1872 afin de prendre la première image d'un spectre électromagnétique et il fut le premier à montrer la présence de raies d'absorption dans le spectre d'une étoile, contredisant ainsi l'affirmation célèbre d'Auguste Comte selon laquelle la composition chimique des étoiles était à jamais inaccessible (de telles raies avaient déjà été observées dans le spectre solaire depuis 1859 et les travaux de Robert Bunsen et Gustav Kirchhoff). En 1879, William Huggins utilisa des images du spectre de Véga et d'autres étoiles similaires pour identifier douze « raies très grosses » qui étaient communes parmi ce type stellaire. Elles furent par la suite identifiées comme des raies des séries de Balmer de l'hydrogène.
La distance de Véga peut être mesurée à l'aide de la parallaxe. Véga fut utilisée pour le premier calcul de la parallaxe d'une étoile par Friedrich G. W. von Struve, qui obtint 0,125 arcseconde. Friedrich Bessel mit en doute les données de von Struve et il calcula la parallaxe de 61 Cygni, 0,314″. Von Struve corrigea sa valeur initiale et obtint un résultat proche du double. Cette modification jeta un doute sur les données de von Struve. Ainsi, la plupart des astronomes de l'époque, y compris von Struve, attribuèrent à Bessel la paternité du premier calcul de parallaxe. Cependant, le résultat initial de von Struve est extrêmement proche de la valeur communément admise de nos jours, 0,129″,.
La luminosité d'une étoile, vue depuis la Terre, est mesurée par une échelle logarithmique, la magnitude apparente qui décroit avec la luminosité de l'étoile, suivant les conventions d'« étoiles de première grandeur », « seconde grandeur » et ainsi de suite héritées de l'Antiquité grecque. Les étoiles les plus ternes visibles à l'œil nu sont de la sixième magnitude tandis que la plus brillante, Sirius, a une magnitude de −1,47. Celle-ci étant notablement plus lumineuse que toutes les autres étoiles du ciel, les astronomes choisirent Véga comme référence de l'échelle de magnitude : la magnitude de Véga fut décrétée nulle à toutes les longueurs d'onde. Ainsi, durant de nombreuses années, Véga fut utilisée pour calibrer les échelles de luminosité en photométrie absolue. De nos jours, Véga n'est plus la référence de la magnitude apparente qui est désormais un flux numériquement spécifié. Cette approche est plus rigoureuse car elle fait abstraction d'éventuelles variations d'éclat de l'astre, et plus pratique pour les astronomes car Véga n'est pas toujours disponible ou observable dans de bonnes conditions pour l’étalonnage (notamment dans l'hémisphère sud).
Le système photométrique UBV mesure la magnitude de l'étoile à travers des filtres ultraviolet (U), bleu (B) et jaune (V). Véga est une des six étoiles de type spectral A0V utilisées lors de l’étalonnage initial du système à sa création dans les années 1950. La magnitude moyenne de ces six étoiles fut définie à l'aide de la formule : U - B = B - V = 0. En effet, la magnitude de ces étoiles est imposée comme étant la même dans les parties jaune, bleue et ultraviolette du spectre électromagnétique. Ainsi, Véga a un spectre électromagnétique relativement uniforme dans le visible—longueur d'onde de 350 à 850 nanomètres—, avec une densité de flux comprise entre 2000 et 4000 Jy. Cependant, la densité de flux de Véga diminue rapidement dans l'infrarouge et est proche de 100 Jy à une longueur d'onde de 5 microns.
Des mesures photométriques de Véga durant les années 1930 laissèrent à penser que l'étoile était faiblement variable, avec des changements de l'ordre de ±0,03 magnitudes. Cet écart était près des limites observationnelles de l'époque et la variabilité de Véga fut donc débattue durant de nombreuses années. La magnitude de Véga fut de nouveau mesurée en 1981 à l'observatoire David Dunlap et les observations montrèrent une légère variabilité. Ainsi, il fut suggéré que les variations de faible amplitude de Véga correspondaient à une variable de type Delta Scuti. Ces étoiles oscillent de manière cohérente, engendrant des pulsations périodiques de leur luminosité. Bien que certaines caractéristiques physiques de Véga correspondent à ce type d'étoiles variables, d'autres observations ne permirent pas d'identifier des variations. Les variations purent ainsi être prises pour des erreurs de mesures systématiques,. Cependant, un article de 2007 examina ces résultats, ainsi que d'autres mesures, et conclut que « Une analyse prudente des résultats précédents suggère que Véga est très probablement variable dans une fourchette de 1 à 2 %, avec des excursions occasionnelles jusqu'à 4 % de la moyenne possibles ». Un article de 2011 affirma également que « La variabilité à long terme (d'une année à l'autre) de Véga [était] confirmée. »
En 1983, Véga devint la première étoile autour de laquelle fut découvert un disque de poussières. Le satellite artificiel IRAS y observa un excès de radiations infrarouge. Cette anomalie fut attribuée à l'énergie émise par l'échauffement par Véga de la poussière en orbite.
En 2009, une équipe du Laboratoire d'Astrophysique de Toulouse-Tarbes, CNRS/Université de Toulouse, effectua la première détection d'un champ magnétique sur Véga.

## Propriétés physiques
Véga est de type spectral A0 Va : c'est une étoile blanche teintée de bleu, c'est-à-dire dont l'hydrogène du noyau est transformé en hélium par fusion nucléaire. Véga est une étoile plus massive que le Soleil et ne passera qu'un milliard d'années sur la séquence principale, soit un dixième du Soleil. L'âge de l'étoile est compris entre 386 et 511 millions d'années, soit environ la moitié de sa durée de vie sur la séquence principale. Après avoir quitté la séquence principale, Véga deviendra une géante rouge de type M puis une naine blanche. À l'heure actuelle, Véga a une masse plus de deux fois supérieure à celle du Soleil et sa luminosité est environ 37 fois celle du Soleil. Véga pourrait être une étoile variable de type Delta Scuti dont la période serait de 0,107 jours.
La plus grande partie de l'énergie produite par le noyau de Véga est due au cycle CNO, une réaction de fusion nucléaire qui convertit l'hydrogène en hélium en utilisant comme catalyseur des noyaux carbone, azote et oxygène. Cette réaction ne se produit principalement qu'à partir de 16 × 106 K, température plus élevée que celle du noyau du Soleil. Son rendement énergétique est identique à celui de la chaîne proton-proton, car les réactifs et les produits finaux sont identiques, mais le cycle CNO dépend bien plus fortement de la température. Dans le cas de l'étoile Véga, il y a une zone convective autour du noyau qui permet d'évacuer les produits de la réaction. La couche externe est en équilibre radiatif.
Au contraire, dans le Soleil, la zone radiative est autour du noyau tandis que la couche externe est convective,.
Le flux d'énergie de Véga a été précisément mesuré en comparaison de sources de lumière standard. À 548,0 nm, le flux est de 3 650 Jy avec une marge d'erreur de 2 %. Le spectre visible de Véga est dominé par les raies d'absorption de l'hydrogène et plus particulièrement les raies de la série de Balmer,. Les raies d'autres éléments ont une intensité relativement faible, la plus forte correspondant au magnésium, au fer et au chrome ionisés. Véga émet peu dans le domaine des rayons X, ce qui prouve que la couronne de l'étoile doit être très faible ou absente.

### Rotation
Le rayon de Véga fut mesuré avec grande précision par interférométrie. Il a été estimé à 2,73 ± 0,01 fois le rayon solaire. Il est 60 % plus élevé que celui de Sirius, alors que les modèles stellaires indiquaient qu'il ne devrait être que 12 % plus grand. Cette différence est due au fait que Véga est une étoile en rotation rapide qui est vue dans la direction de son axe de rotation, l'écart entre rayon équatorial et rayon polaire étant important. Des observations par l'interféromètre CHARA en juin 2005 ont permis de confirmer cette hypothèse.

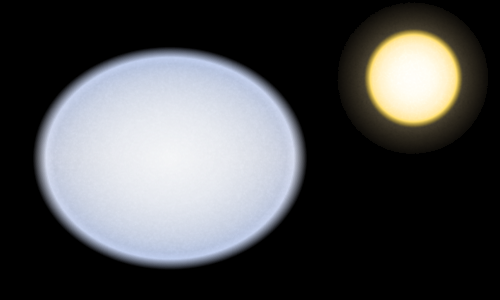
Comparaison entre la taille de Véga (gauche) et du Soleil (droite).

L'axe de rotation de Véga est incliné de moins de 5° par rapport à la ligne de visée. Son équateur est en rotation à une vitesse de 274 km/s, soit à peine 7 % de moins que la vitesse à laquelle elle perdrait de la masse par son bourrelet équatorial du fait de la force centrifuge. Sa période de rotation est d'environ 16,3 heures. Sa rotation rapide est à l'origine de la protubérance équatoriale de l'étoile. Le rayon à l'équateur (2,78 ± 0,02 rayon solaire) est 23 % plus grand que le rayon polaire (2,26 ± 0,02 rayon solaire). Depuis la Terre, cette protubérance est vue dans la direction des pôles, ce qui conduit à l'estimation supérieure du rayon.
Du fait de la rotation, la gravité de surface est plus intense aux pôles qu'à l'équateur de l'étoile. D'après le théorème de von Zeipel, sa luminosité est donc localement plus élevée aux pôles. Cette différence se traduit par une variation de la température effective de l'étoile : la température est proche de 10 000 K aux pôles contre 7 600 K à l'équateur. En conséquence, si Véga était vue depuis le plan de son équateur, elle présenterait une luminosité qui serait la moitié de celle vue dans l'axe des pôles,. Cette importante différence de température entre les pôles et l'équateur produit un fort effet d'obscurcissement par gravité (gravity darkening). Vus depuis les pôles, ces résultats produisent une limbe de plus faible intensité (plus sombre) que celle d'une étoile présentant une symétrie sphérique. Le gradient de température pourrait également signifier que Véga a une zone de convection autour de l'équateur,, tandis que le reste de l'atmosphère est probablement exclusivement en équilibre radiatif.
Véga a pendant longtemps été utilisée afin de calibrer les télescopes. La découverte de sa rapide rotation pourrait mettre en cause certaines hypothèses valables uniquement si l'étoile a une symétrie sphérique. L'angle de vue et la rotation de l'étoile étant désormais beaucoup mieux connus, il est désormais possible d'améliorer l’étalonnage des instruments.

### Abondance métallique
Les astronomes désignent sous le terme métal tout élément de masse atomique plus grande que celle de l'hélium. La métallicité de la photosphère de Véga est de −0,5 : c'est-à-dire que son abondance en métaux est de seulement de 32 % celle de l'atmosphère du Soleil. À titre de comparaison, Sirius, une étoile similaire à Véga a une abondance métallique 3 fois supérieure au Soleil. Le Soleil a une proportion d'éléments plus lourds que l'hélium d'environ ZSol = 0,0172 ± 0,002; cette proportion est donc de 0,55 % (ZVéga = 0,005 5) dans la photosphère de Véga.
La métallicité de Véga est inhabituellement faible : Véga est une étoile de type Lambda Bootis,. Cependant, la raison de l'existence d'étoiles chimiquement particulières de type A0-F0 est incertaine. Cette anomalie pourrait être due à un phénomène diffusif ou à une perte de masse, bien que des modèles stellaires montrent que cela ne devrait se produire que vers la fin de la combustion de l'hydrogène par l'étoile. Une autre hypothèse est que l'étoile se soit formée à partir d'un milieu interstellaire inhabituellement pauvre en métaux.
Le rapport de la quantité d'hélium sur celle d'hydrogène est de 0,030 ± 0,005 pour Véga, soit environ 40 % plus faible que pour le Soleil. Cette différence pourrait être due à l'absence de zone de convection de l'hélium près de la surface. Les transferts d'énergie s'effectuent par un processus radiatif, qui serait à l'origine de la faible abondance par l'intermédiaire de phénomènes diffusifs.

### Mouvement

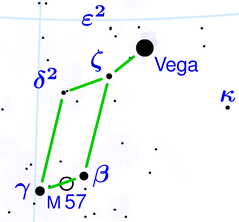
Position de Véga dans la constellation de la Lyre.

La vitesse radiale de Véga est la composante de la vitesse de l'étoile le long de la ligne de visée. Cette vitesse est mesurée par effet Doppler : elle est de −13,9 ± 0,9 km/s, la valeur négative indiquant que l'étoile se rapproche du Soleil.
Le mouvement transverse de Véga (par rapport à la ligne de visée) modifie la position de l'étoile par rapport aux étoiles plus distantes. Une mesure précise du mouvement de l'étoile par rapport à ces dernières permet de mesurer son mouvement angulaire, appelé mouvement propre. Le mouvement propre de Véga est de 202,03 ± 0,63 milliarcseconde (mas) par an d'ascension droite et 287,47 ± 0,54 mas/an de déclinaison.
Le mouvement propre total de Véga est donc de 327,78 mas/an.
Dans le système de coordonnées galactiques, les composantes de la vitesse de Véga sont U=−13,9 ± 0,9 ; V=−6,3 ± 0,8 et W=−7,7 ± 0,3, soit une vitesse spatiale de 17 km/s. La composante radiale de la vitesse (dans la direction du Soleil) est de −13,9 km/s, tandis que la vitesse transverse est de 9,9 km/s. Bien que Véga ne soit à présent que la cinquième étoile la plus brillante, la magnitude apparente de l'étoile augmentera lors des prochains millénaires car elle s'approche du Soleil.
Véga sera l'étoile la plus brillante du ciel dans environ 210 000 ans, atteindra une magnitude maximale de –0,81 dans environ 290 000 ans et sera l'étoile la plus brillante du ciel durant environ 270 000 ans.
La cinématique de l'étoile laisse supposer qu'elle appartient à l'association stellaire appelée Courant d'étoiles de Castor. Ce groupe contient à l'heure actuelle 16 étoiles, parmi lesquelles Alpha Librae, Alpha Cephei, Castor, Fomalhaut et Véga. Tous les membres de ce groupe se déplacent presque parallèlement et ont des vitesses spatiales similaires. Tous les membres d'un groupe ont une même origine, un amas ouvert qui n'est plus gravitationnellement lié. L'âge estimé du groupe est de 200 ± 100 millions d'années et leur vitesse moyenne est de 16,5 km/s,.

### Champ magnétique
Des observations spectropolarimétriques, réalisées à l'observatoire du Pic du Midi de Bigorre, ont permis la détection du champ magnétique de Véga. Il s'agit de la première détection d'un tel champ sur une étoile de type spectral A qui ne soit pas chimiquement particulière, ce qui fait de Véga le prototype d'une nouvelle classe d'étoiles magnétiques. Ce champ a une valeur moyenne de −0,6 ± 0,3 G, ce qui est comparable à la force moyenne du champ magnétique solaire à grande échelle (lui-même environ 1 000 fois plus faible que le champ magnétique mesuré localement dans les taches solaires).

## Système stellaire

### Émissions infrarouges

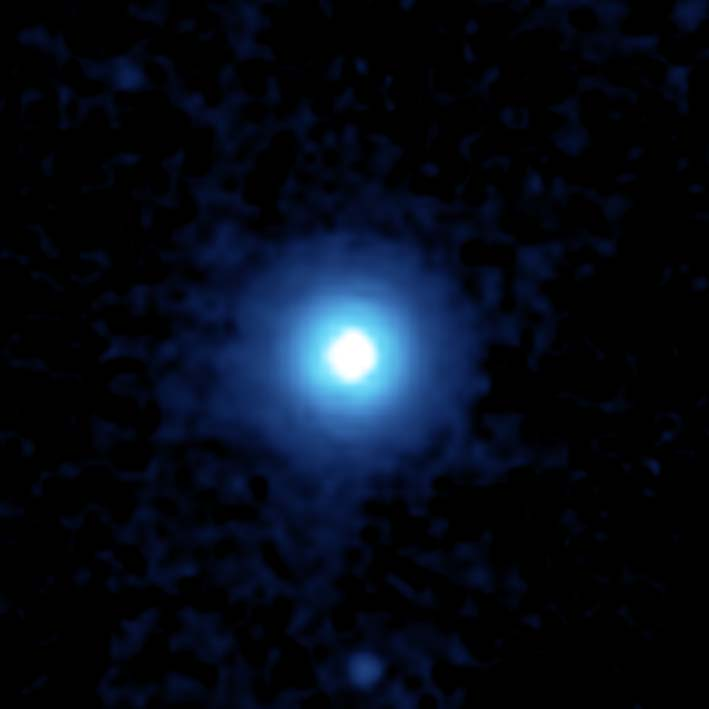
Une image infrarouge du disque de débris autour de Véga (par Spitzer/NASA).

Un des premiers résultats du Infrared Astronomy Satellite (IRAS) fut la découverte d'une anomalie dans le flux infrarouge provenant de Véga : le flux est supérieur à celui attendu pour une étoile seule. Cette différence fut identifiée aux longueurs d'onde de 25, 60 et 100 μm et est due à une zone d'un rayon angulaire de 10 arcsecondes (10″) centrée sur l'étoile. Compte tenu de la distance de Véga, la zone a un rayon de 80 unités astronomiques. Il fut suggéré que les radiations fussent issues de particules d'une taille de l'ordre du millimètre en orbite autour de Véga ; toute particule de taille inférieure devrait être éjectée du système par la pression de radiation ou attirée par l'étoile par l'effet Poynting-Robertson. Ce dernier effet est une conséquence de la pression de radiation qui crée une force opposée au mouvement orbital d'une particule de poussière, engendrant sa chute vers l'étoile. Cet effet est plus prononcé pour les petites particules proches de l'étoile.
Des mesures ultérieures de Véga à la longueur d'onde de 193 μm trouvèrent un flux plus faible qu'attendu en cas de présence de particules de l'ordre du millimètre, suggérant que leur taille devrait être inférieure ou égale à 100 μm. La présence de particules de cette taille n'est possible que si une source alimente continuellement le disque. Un des mécanismes possibles d'alimentation serait un disque de corps en train de former une planète. Les modèles théoriques de distribution de poussières indiquent que le disque autour de Véga est circulaire, d'un rayon de 120 ua. De plus, il y aurait un trou de rayon supérieur à 80 ua au centre du disque.
À la suite de la découverte de cet excès de radiations infrarouges provenant de la région autour de Véga, des études ont permis d'observer d'autres étoiles présentant le même type d'anomalie due à des émissions issues de poussières. En 2002, environ 400 étoiles de ce type ont été identifiées. Elles sont appelées étoiles similaires à Véga (en anglais Vega-like ou Vega-excess stars). Ces étoiles pourraient permettre d'améliorer la compréhension de l'origine du système solaire.

### Disque de débris
En 2005, le télescope spatial Spitzer prit des photos infrarouges de haute résolution du nuage de poussières entourant Véga. Sa taille angulaire varie en fonction de la longueur d'onde d'observation : 43 secondes d'arc (soit une extension de 330 unités astronomiques étant donné la distance de Véga à la Terre) à une longueur d'onde de 24 µm, 70″ (543 ua) à 70 µm et 105″ (815 ua) à 160 µm. Ces larges disques sont circulaires et ne présentent pas d'agrégats de poussière, les particules ayant une taille comprise entre 1 et 50 µm. La masse totale de ce nuage est de 3 × 10−3 fois la masse de la Terre. La production de poussière est nécessairement due à des collisions entre astéroïdes d'une population équivalent à la ceinture de Kuiper du système solaire. Cette poussière serait plus probablement due à un disque de débris autour de Véga, plutôt qu'à un disque protoplanétaire comme il fut envisagé initialement.

La frontière intérieure du disque de débris serait de 11″±2″, soit 70–102 ua. Le disque de poussière est produit par la pression de radiation de Véga qui repousse vers l'extérieur du système les poussières créées par les collisions de gros objets. Cependant, la production continue de la quantité de poussière observée autour de Véga durant l'intégralité de la durée de vie de l'étoile nécessiterait une masse initiale énorme estimée à plusieurs centaines de fois la masse jovienne. Ainsi, il est plus probable qu'il ait été produit par la fragmentation récente de comètes ou d'un astéroïde de masse moyenne ou grande, qui s'est ensuite fragmenté au fur et à mesure des collisions entre les plus petits morceaux et d'autres corps. Le disque de poussière serait relativement jeune par rapport à l'âge de l'étoile et il devrait disparaître en l'absence de nouvelles collisions qui produiraient davantage de poussières.
Les observations effectuées avec le télescope CHARA du Mont Wilson en 2006 ont trouvé des preuves d'existence dans un anneau intérieur de poussières autour de Véga. D'un rayon extérieur de 8 ua de l'étoile, cette poussière pourrait être la preuve des perturbations dynamiques existant au sein du système. Cela pourrait être dû à un intense bombardement cométaire ou météoritique et pourrait être une preuve de l'existence d'un système planétaire.

### Hypothèse d'un système planétaire

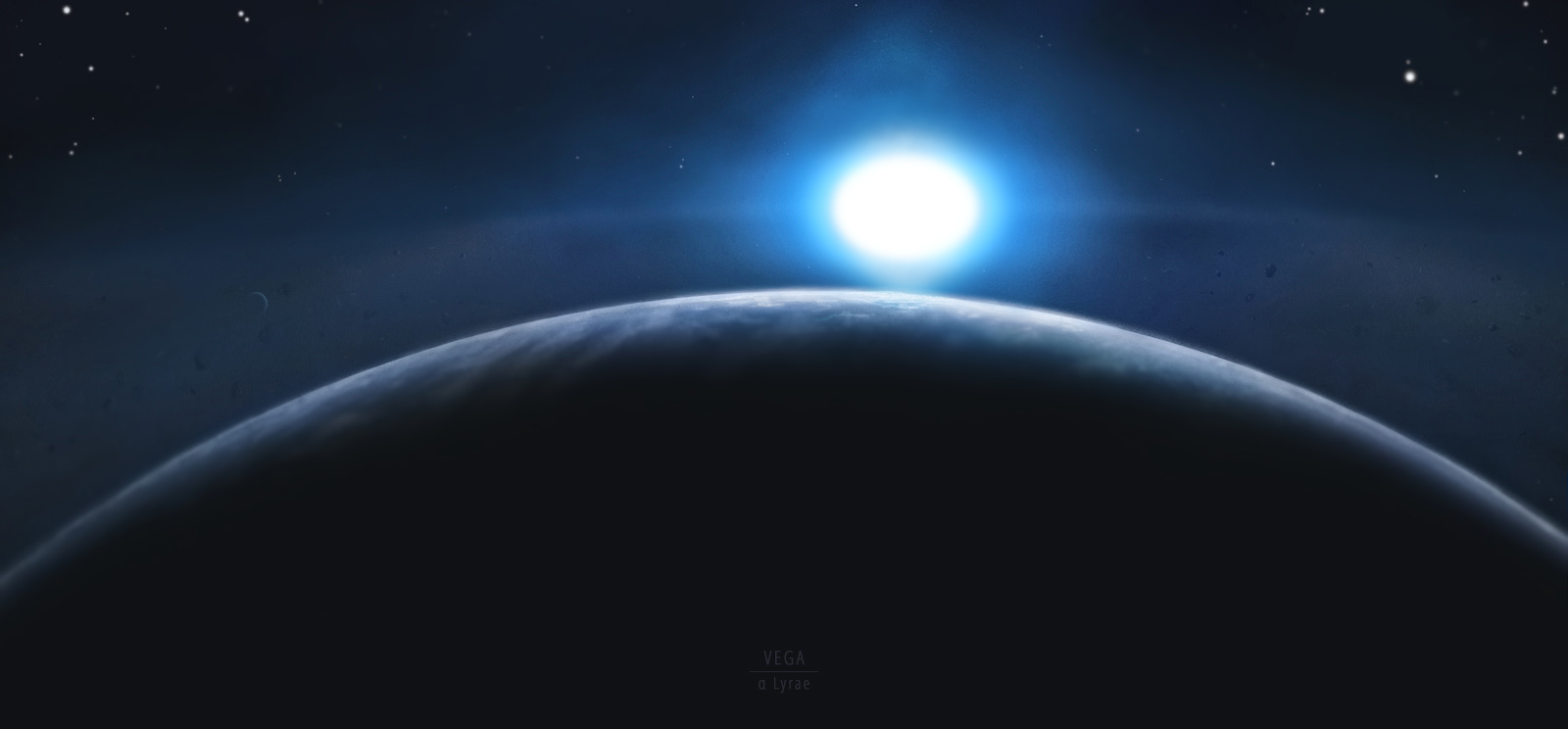
Vue d'artiste d'une planète autour de Véga.

Des observations du télescope James Clerk Maxwell de 1997 ont montré une région centrale brillante élongée qui atteint un maximum d'intensité à 9″ (70 UA) au nord-est de Véga. Cette perturbation serait due soit à une perturbation du disque de poussières par une planète extrasolaire, soit à un objet en orbite entouré de poussière. Cependant, des images des télescopes Keck ont exclu la présence d'un compagnon de magnitude supérieure ou égale à 16, ce qui correspondrait à un corps de masse supérieure à 12 fois la masse jovienne. Les astronomes du Joint Astronomy Centre à Hawaii et à UCLA ont suggéré que l'image indique la présence d'un système planétaire en formation.
Déterminer la nature de la planète est difficile. Un article de 2002 émet l'hypothèse que ces accumulations de poussières sont causées par une planète de masse similaire à celle de Jupiter sur une orbite excentrique. La poussière se concentrerait sur des orbites en résonance dite de « moyen mouvement » avec cette planète.
En 2003, il fut suggéré que ces accumulations seraient causées par une planète de masse similaire à Neptune migrant de 40 à 65 UA sur une période de 56 millions d'années. Cette orbite serait suffisamment grande pour permettre la formation de planètes telluriques proches de Véga. La migration de cette planète ne serait possible qu'en cas d'interactions gravitationnelles avec une seconde planète plus massive située sur une orbite plus rapprochée.
En utilisant un coronographe sur le télescope Subaru à Hawaii en 2005, les astronomes furent capables de restreindre les planètes possibles autour de Véga à celles de masse inférieure à 5 à 10 fois la masse jovienne. Bien qu'aucune planète n'ait encore été observée autour de Véga, leur présence ne peut être exclue. Il pourrait y avoir des petites planètes telluriques en orbite proche autour de Véga. L'inclinaison des orbites planétaires autour de Véga est probablement très proche de celle du plan équatorial de l'étoile. Pour un observateur situé sur une hypothétique planète autour de Véga, le Soleil apparaîtrait comme une étoile terne de magnitude 4,3 dans la constellation de la Colombe.

## Observation à l'œil nu

Le triangle d'été.

Véga peut être observée proche du zénith depuis les latitudes moyennes de l'hémisphère nord durant les soirs d'été. Vers les latitudes moyennes de l'hémisphère sud, elle est visible durant l'hiver austral, bas sur l'horizon, au nord. Véga ayant une déclinaison de +38,78°, elle peut uniquement être observée aux latitudes au nord de 50° S environ. Aux latitudes plus au nord que +51° N, Véga est continuellement visible au-dessus de l'horizon : c'est une étoile circumpolaire. Vers le 1er juillet, Véga atteint son opposition  car elle atteint son point de culmination à minuit solaire vers cette date.
L'étoile se situe à un sommet du triangle d'été, un astérisme formé des étoiles Véga, α Cygni (Deneb) de la constellation du Cygne et α Aquilae (Altaïr) de la constellation de l'Aigle qui sont toutes des étoiles de magnitude 0 ou 1. Cette formation ressemble à un triangle rectangle dont Véga serait le sommet à l'angle droit. Le triangle d'été est reconnaissable dans les ciels de l'hémisphère nord car il y a peu d'étoiles brillantes dans son voisinage.

## Étoile polaire
La position des étoiles dans le ciel change durant la nuit en raison de la rotation de la Terre. Cependant, une étoile située dans la direction de l'axe de rotation terrestre reste dans la même position et est ainsi appelée « étoile polaire ».
La direction de l'axe de rotation de la Terre se modifie sur de longues périodes de temps, un phénomène appelé précession des équinoxes. Un cycle complet est effectué en 25 770 années, durant lesquelles le pôle de l'axe de rotation terrestre décrit un mouvement circulaire sur la sphère céleste et passe à proximité de plusieurs étoiles notables. L'étoile polaire est actuellement Alpha Ursae Minoris, mais vers l'an 12 000 av. J.-C., le pôle de l'axe de rotation terrestre était à seulement 5° de Véga. Le pôle sera de nouveau proche de Véga autour de l'an 14 000. Cet écart de 5° est relativement important, aussi l'attribution du statut « d'étoile polaire » à Véga est-il discutable. En tout état de cause il n'existe aucun document astronomique préhistorique attestant que Véga ait été utilisé à des fins d'orientation par les humains de ces époques reculées, à l'inverse de α Draconis (Thuban), abondamment citée dans l'Égypte antique.
Si l'on accepte que Véga ait pu être considérée comme une étoile polaire malgré son éloignement important de la direction de l'axe de rotation terrestre, elle a été la plus brillante des étoiles polaires successives de la Terre, devant α Cygni (Deneb), elle aussi très imparfaitement alignée avec l'axe de rotation terrestre il y 18 000 ans.

## Contexte historique et étymologie
Les Assyriens nommèrent cette étoile Dayan-same, le juge du paradis et les Akkadiens Tir-anna, Vie du Paradis. Dans l'astronomie babylonienne, Véga pourrait avoir été une des étoiles nommées Dilgan, le Messager de la Lumière. Pour les Grecs, la constellation de la Lyre fut formée à partir de la harpe d'Orphée, Véga représentant la poignée de l'instrument. Dans l'empire romain, le début de l'automne était basé sur l'heure à laquelle Véga disparaissait sous l'horizon.
Dans la mythologie chinoise, il existe une histoire d'amour de Qi Xi 七夕 dans laquelle Niu Lang 牛郎 (Altaïr) et ses deux enfants (β et γ Aquilae) sont séparés pour toujours de Zhi Nü 織女 (Véga), la mère des deux enfants, qui est sur l'autre côté de la rivière Voie lactée (Tianhe, 銀河). Le festival japonais Tanabata est aussi basé sur cette légende. Dans le zoroastrisme, Véga fut parfois associée à Vanant, une divinité mineure dont le nom signifie (le) conquérant.
Le terme Wega (devenu Véga) est issu d'une translittération du mot arabe waqi signifiant « tombant », par la phrase النسر الواقع (an-nasr al-wāqi‘), qui se traduit selon les sources par « l'aigle tombant », ou « le vautour plongeant », la constellation étant représentée par un vautour dans l'Égypte antique et par un aigle ou un vautour dans l'Inde antique,. Le terme arabe est apparu en Occident dans les tables alphonsines, qui furent créées entre 1215 et 1270 sur l'ordre du roi d'Espagne Alphonse X.
Les astrologues médiévaux catégorisaient Véga parmi une quinzaine d'étoiles liées à des propriétés magiques, à chacune desquelles étaient associées une plante et une pierre précieuse. Ainsi, Véga était associée à la chrysolite[Laquelle ?] et à la sarriette d'hiver. Cornelius Agrippa lui donna un signe astrologique, , qu'il nomma Vultur cadens, une traduction littérale latine du nom arabe. Les listes d'étoiles médiévales indiquent les noms alternatifs Waghi, Vagieh et Veka pour Alpha Lyrae.

## Dans la culture populaire
En 1936, la société parfumeur Guerlain lance le parfum « Véga » inspiré par cette étoile,[source insuffisante].
Pierre Daninos l’a proposée en 1953 comme symbole de puissance pour baptiser l’automobile Facel Vega.
C'est de Véga que proviennent les signaux extraterrestres au cœur de l'intrigue du roman Contact, de Carl Sagan (1985).
Dans l'animé japonais Goldorak, les « Forces de Véga », ennemies du héros et pilote de Goldorak Actarus, sont originaires de l'étoile Véga.
Dans la série allemande de science-fiction Perry Rhodan der Erbe des Universums, le cinquième fascicule (Raumschacht im Wega-Sektor, publié en français sous le nom Les Vainqueurs de Véga) narre la découverte d'une planète de Véga, Ferrol.